# 中華人民共和国政府
中華人民共和国政府（ちゅうかじんみんきょうわこくせいふ、 英語: Government of the People's Republic of China）とは、中華人民共和国国務院が対外的に使用する名称である。《締結条約管理弁法》（国務院令第756号）によって規定されており、国務院の職権によって結ばれる条約は中華人民共和国政府の名義で締結しなければならない。

## 歴史
1949年10月1日に中華人民共和国が成立し、その後、国家の最高機関として、中華人民共和国中央人民政府が組織された。中央人民政府は、中央人民政府委員会と、その指導下にある政務院と人民革命軍事委員会と最高人民法院と最高人民検察署で構成されていた。1952年にはさらに国家計画委員会が設けられた。この時期の政治体制は端的に言えば「以党領政(党が政府を指導する)」であり、まず、政協（中国人民政治協商会議）が中国共産党の指導下にある人民統一戦線組織として最高位にあり、すべての国家権力を掌握していた。中央人民政府は党によって指導される「国家政権機関」として、立法・司法・行政・軍事の諸権をすべて備えた、集権度の高い制度となっていた。
1954年の憲法起草委員会第三回全体会議において、董必武は次のように述べた。
「アメリカの『政府』は立法と行政と司法を包括している。ソ連と人民民主主義国では『政府』は立法機関（によって定められた法律）の執行と号令のための機関である。ソ連政府、即ちソビエト連邦閣僚会議は最高会議を含まない。われわれは『中央人民政府』を国務院と改称した方がよい」
劉少奇もこれに応じ、「中国の習慣では行政機関こそが政府機関のことだ」と述べた。
これによって、中華人民共和国においては、狭義の政府とは国務院序列となった。広義の政府としては政府の具体的な機能を構成する「職能部門」も含まれるが、国務院の下に属する各部や委員会はあくまでも政府の職能部門と位置づけられている。
1954年公布の《中華人民共和国憲法》では、「中華人民共和国国務院、すなわち中央人民政府は、最高国家権力機関の執行機関であり、最高の国家行政機関である」と規定している 。地方の各級の人民政府は、それぞれの地方において、国家権力機関の執行機関であり、国家行政機関であり、国務院の統一指導の下にある。これにより、憲法上、国務院は中央人民政府として、国の内外に対して国家を代表する。具体的には、最高国家機関の執行機関であり、全人代および常務委員会の定める法律・決議などを執行する責を負うとともに、それらの機関からの監督を受ける。行政の枠組みにおいては、国務院が最高国家行政機関であり、行政権を行使し、全国の行政機関を指導する。国務院は「総理責任制」を施行する。つまり国務院総理は政府首脳として国務院の職務を総覧し、最高国家権力機関である全国人民代表大会と全国人民代表大会常務委員会に対して責任を負う。